# Malte Andersson
Malte Andersson, född 1941, är en svensk zoolog.
Andersson disputerade 1975 vid Göteborgs universitet där han senare blivit professor i ekologisk zoologi. Han invaldes som ledamot av Kungliga Vetenskaps- och Vitterhetssamhället i Göteborg 2000 och av Vetenskapsakademien 2002.

### Fotnoter
1. ↑  NUKAT, NUKAT-ID: n2003099892n2006030829, läs online.[källa från Wikidata]
2. ↑  Tjeckiska nationalbibliotekets databas, NKC-ID: xx0260034, läst: 19 december 2022.[källa från Wikidata]
3. ↑  Andersson, Malte (1975) (på engelska). Some aspects of behaviour and ecology in skuas (Stercorariinae). Göteborg: Univ. Libris 344769
4. ↑  ”Ledamöter”. Kungliga Vetenskaps- och Vitterhetssamhället i Göteborg. Arkiverad från originalet den 6 maj 2013. https://web.archive.org/web/20130506031041/http://www.kvvs.se/ledamoter.html. Läst 5 mars 2013.